# Eupithecia ammorrhoa
Euphitecia ammorrhoa es una especie de polilla de la familia Geometridae. La especie fue descrita por primera vez por Louis Beethoven Prout habiendo sido descrita en 1910, con distribución en Argentina. El sintipo de la especie fue descrita en los alrededores de San Juan (Argentina). La forma y el curso de las marcas tienen gran similitud con Eupithecia sibylla, aunque el color es completamente diferente.

## Descripción
Tienen una envergadura de 21 milímetros (0,8 plg). La cabeza, cuerpo y alas anteriores son de color gris arenoso claro, acentuadas con un color ocre arenoso más oscuro. El tórax y base del abdomen, así como las alas anteriores, son más pálidas por debajo. La antena es de color arenoso con los anillos más oscuros. Las alas son largas y estrechas. El ala anterior se ve cruzada por varias líneas de color ocre arenoso, siendo la más distintiva una línea antemediana curva desde más allá de las dos quintas partes de la costa hasta la mitad del margen interior; una línea posmediana de aproximadamente dos tercios de la costa y paralela al termen y una línea más fina que acompaña distalmente a la posmediana. Tiene una mancha dical negra, su zona costera es algo punteada y estriada con una línea marginal negruzca, interrumpida en los extremos de las venas y una franja en la base estrechamente blanca.
Por su parte, las posteriores son blanquecinas, con una línea oscura casi paralela y cerca del término, distinta del margen interior, pero que se vuelve tenue antes de la mitad del ala y desaparece antes de la costa. Cuentan con un minuto de mancha discal con tanto una línea marginal y una franja similar a la de las alas anteriores. La parte inferior del ala trasera es casi blanca, casi sin marcas, excepto una pequeña mancha discal.
En estructura, la especie es una Eupithecia completamente típica, la cara quizás algo más inclinada que en algunas especies, el palpo es más bien robusto y con escamas ásperas, aunque no tan extremo como ocurre a veces en el género.